# Lavage de l'intestin
Ne doit pas être confondu avec Lavement.
 (mars 2012).

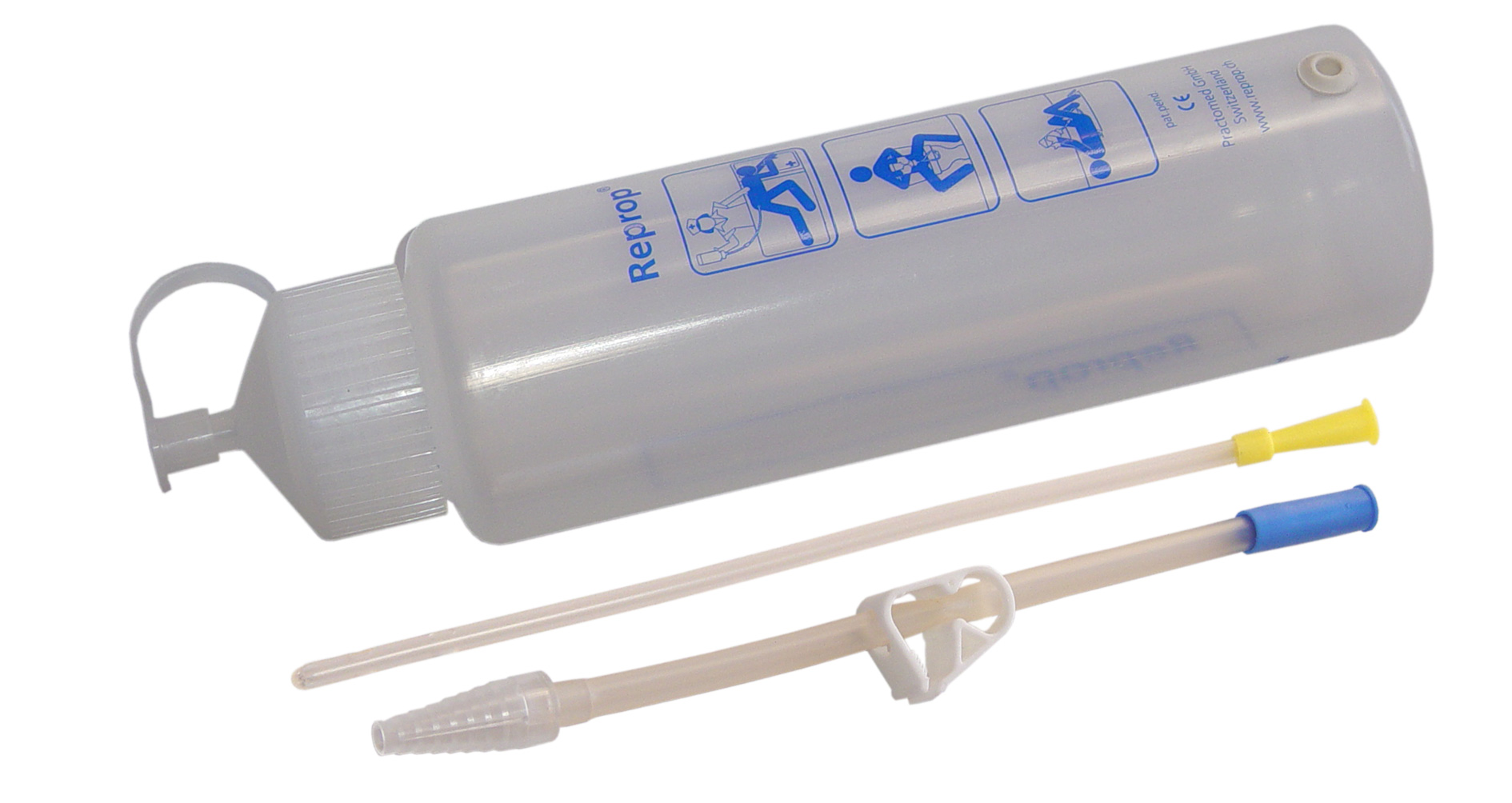
La pompe à lavement est constituée d'un flacon en plastique d'une contenance de 750 mL, avec une valve de ventilation, une valve anti-retour et une sonde rectale. D'une contenance d'environ 2 litres, il permet l'administration de lavements et de douches vaginales, avec des embouts adaptés (long = douche, court = lavement)

Le lavage de l'intestin, lavement de l'intestin ou irrigation du colon (ou colonique) consiste en l'injection d'un volume d'eau ou d'un autre liquide dans le côlon, au moyen d'une pompe à lavement ou d'une canule insérée dans l'anus. On ne doit pas confondre le lavement et l'administration de laxatifs liquides par voie rectale, souvent improprement dénommés « lavements ».
Les lavements, connus alors sous le nom de clystère étaient très utilisés aux XVIIe et XVIIIe siècles, époques où l'on connaissait peu de remèdes. Les appareils pour introduire des liquides dans le gros intestin sont connus depuis l’Antiquité, mais ont probablement été utilisés au cours de la Préhistoire déjà. Aujourd’hui, les clystères continuent à être utilisés pour faire des lavements, notamment en cas de constipation.
La clystérophilie est l'utilisation érotique du lavement. Elle apparaît dans l'industrie pornographique sous sa dénomination anglaise enema.

## Histoire
Les Égyptiens, les Grecs et les Romains utilisaient les lavements comme moyen thérapeutique. Selon Cabanès et Witkowski tous deux docteurs du XIXe siècle, déclarent dans « les joyeux propos d'esculape » que cette technique a été pratiquée sous le règne des pharaons d’Égypte et que cette thérapie prend naissance chez les pharaons notamment à partir d'une légende selon laquelle les Égyptiens ont observé une pratique réalisée par l'oiseau ibis. En effet, il a été démontré qu'à la suite de ces observations l’oiseau injecte couramment de l'eau dans son intestin avec son bec. Il devient alors « l'incarnation » du Dieu Thot aux yeux des Égyptiens qui le considère comme le Dieu-médecin car il devient « l'inventeur » de cette pratique. L'utilisation du lavement par les Égyptiens s'est ensuite répandu grâce à Hérodote, historien, connu pour ses nombreux voyages qui lui ont permis de décrire le mode de vie de nombreux peuples en décrivant leurs croyances, leurs pratiques mais aussi leurs coutumes et d'autres pratiques propres à chacun de ces peuples. Cette thérapie s'est alors vu naître peu à peu aux yeux du monde entier qui n'a pas hésité à donner son avis sur la question de son efficacité.

## Indications médicales

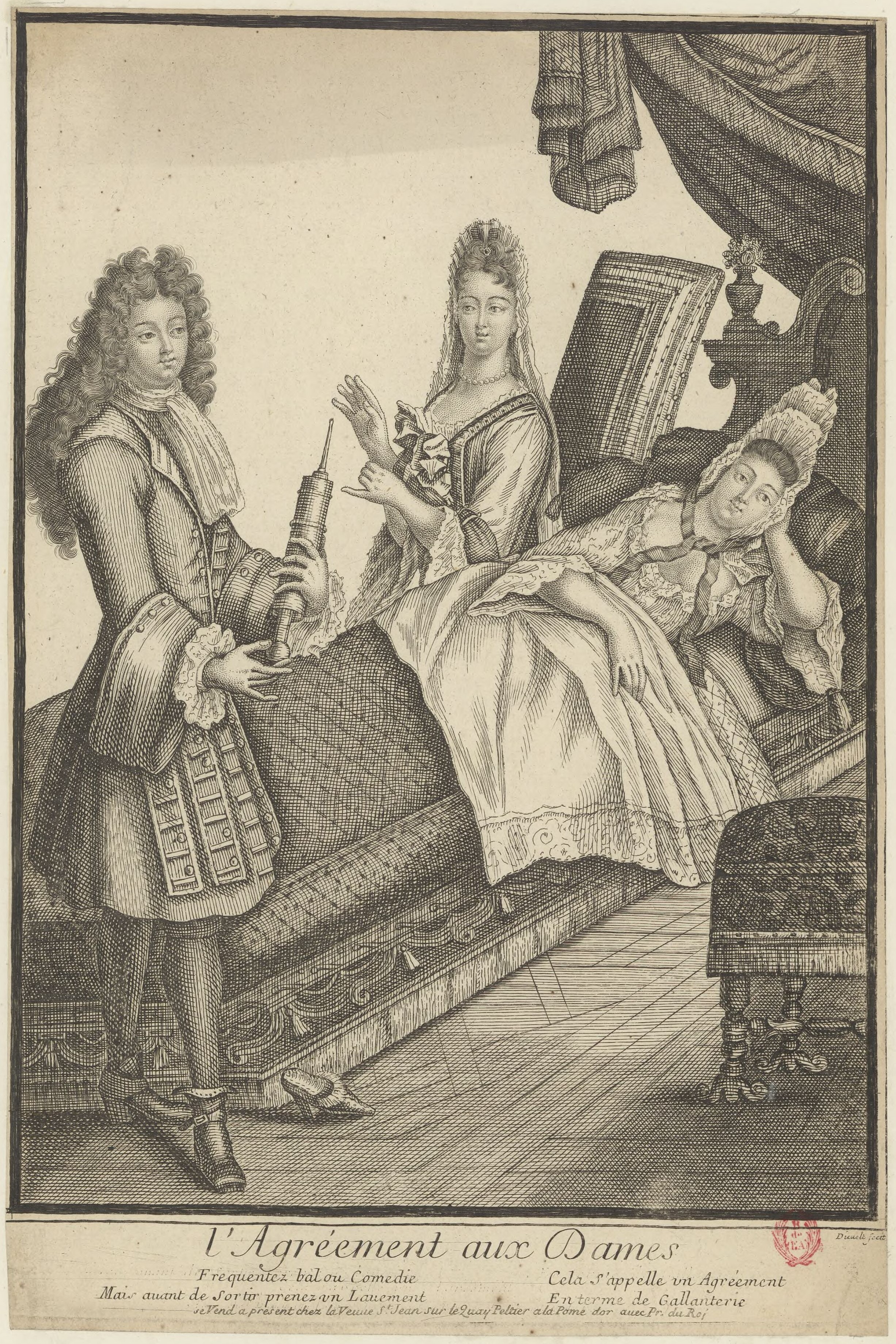
L'Agréement aux Dames, estampe du XVIIe siècle.

Un lavement intestinal peut avoir différents buts :
- soulagement mécanique de la constipation, en provoquant le ramollissement et l'expulsion des selles ;
- aide à l'évacuation des fécalomes, le lavement permettant de ramollir les matières empaquetées et faciliter ainsi leur fragmentation et leur évacuation ;
- nettoyage du rectum, en préalable à un examen de type toucher rectal, rectoscopie, coloscopie, radiologique ;
- administration de médicaments en solution (rarement utilisé de nos jours) ;
- rétention de produits contrastants pour les radiographies (lavement baryté) ;
- prélèvement d'un échantillon vivant de flore bactérienne humaine en bactériothérapie fécale.
- préparation à l'accouchement (si l'on pense que les selles contiennent des microbes pathogènes pour l'enfant à naître ; ex : streptocoque B[1], papillomavirus humain[2] ou éventuellement SARS-CoV-2, le virus responsable de la COVID-19[3]. Le lavement en phase prodromique de l'accouchement et/ou lors de la première étape du travail peut éviter les « fuites de selles » lors de la seconde phase du travail (en diminuant alors la charge virale à la naissance si le périnée a préalablement été bien désinfecté), mais si la mère n'est pas malade, ou selon les études disponibles sur l'importance du microbiote intestinal et sur les infections néonatales autres que le SARS-CoV-2, la littérature médicale n'encourage pas son usage systématique[4]).

## Risques
La pratique du lavement, et singulièrement l'hydrothérapie du côlon, comporte des risques : infections, endommagement de la muqueuse colique, nausées, diarrhées, irritations ou perforations de l’intestin (si l'on ne fait pas attention à la qualité du liquide).
Un cas a été signalé par la revue JAMA de décès d'un nouveau-né à la suite d'un syndrome systémique induit par l'absorption de magnésium via un lavement intestinal.

## Méthode
Un lavement peut s'administrer de différentes façons suivant le volume requis :
- à l'aide d’une pompe à lavement. L'appareil peut facilement être utilisé de façon autonome. S’asseoir sur les toilettes ou se coucher sur le dos en position détendue puis introduire la sonde rectale de quelques centimètres. Retourner le flacon et injecter l'eau dans le gros intestin en pressant manuellement le flacon pour pomper le liquide ;
- à l'aide d'un sac ou bock à lavement, un récipient que l'on suspend en hauteur relié à la canule par un tuyau flexible ;
- à l'aide d'une seringue de gros volume (clystère) munie d'une canule rectale ; ce type est rarement usité de nos jours bien qu'il présente l'avantage de pouvoir doser précisément la quantité de liquide introduit ;
- à l'aide d'une poire munie d'une canule rectale ;
- à l'aide de flacons à usage unique ;
- à l'aide d'une poire de douche munie d'un modificateur de puissance du jet.

Il est recommandé de lubrifier la canule et/ou l'anus avant administration, par exemple avec un lubrifiant intime.
Sauf administration de produits spécifiques, on utilise de l'eau à température du corps. Dans le cas de lavements contre la constipation, on utilise parfois de l'eau savonneuse, mais celle-ci irrite l'intestin.

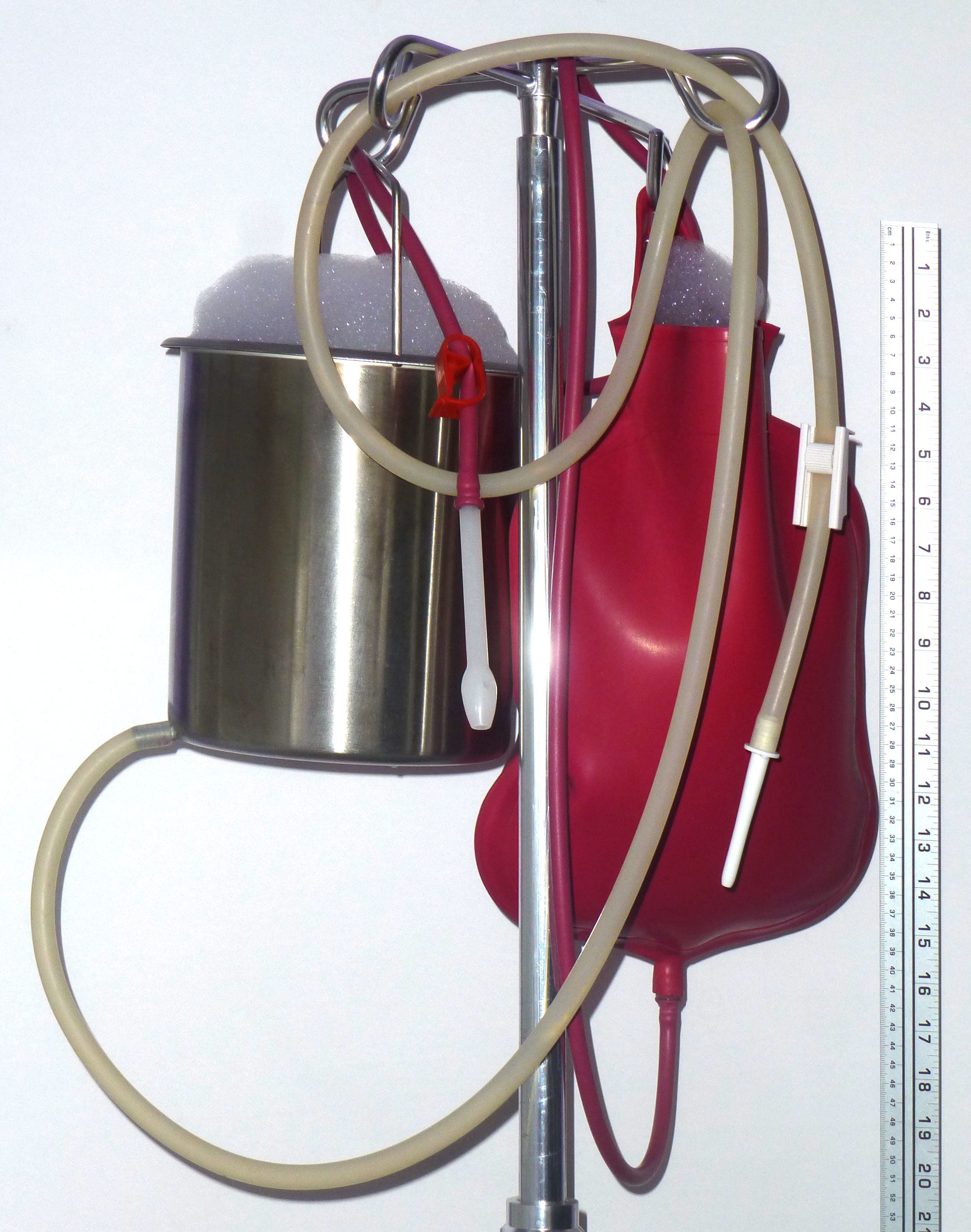
Bock à lavement et sac à lavement, chaque 4 litres, en utilisant de l'eau savonneuse, contre la constipation.
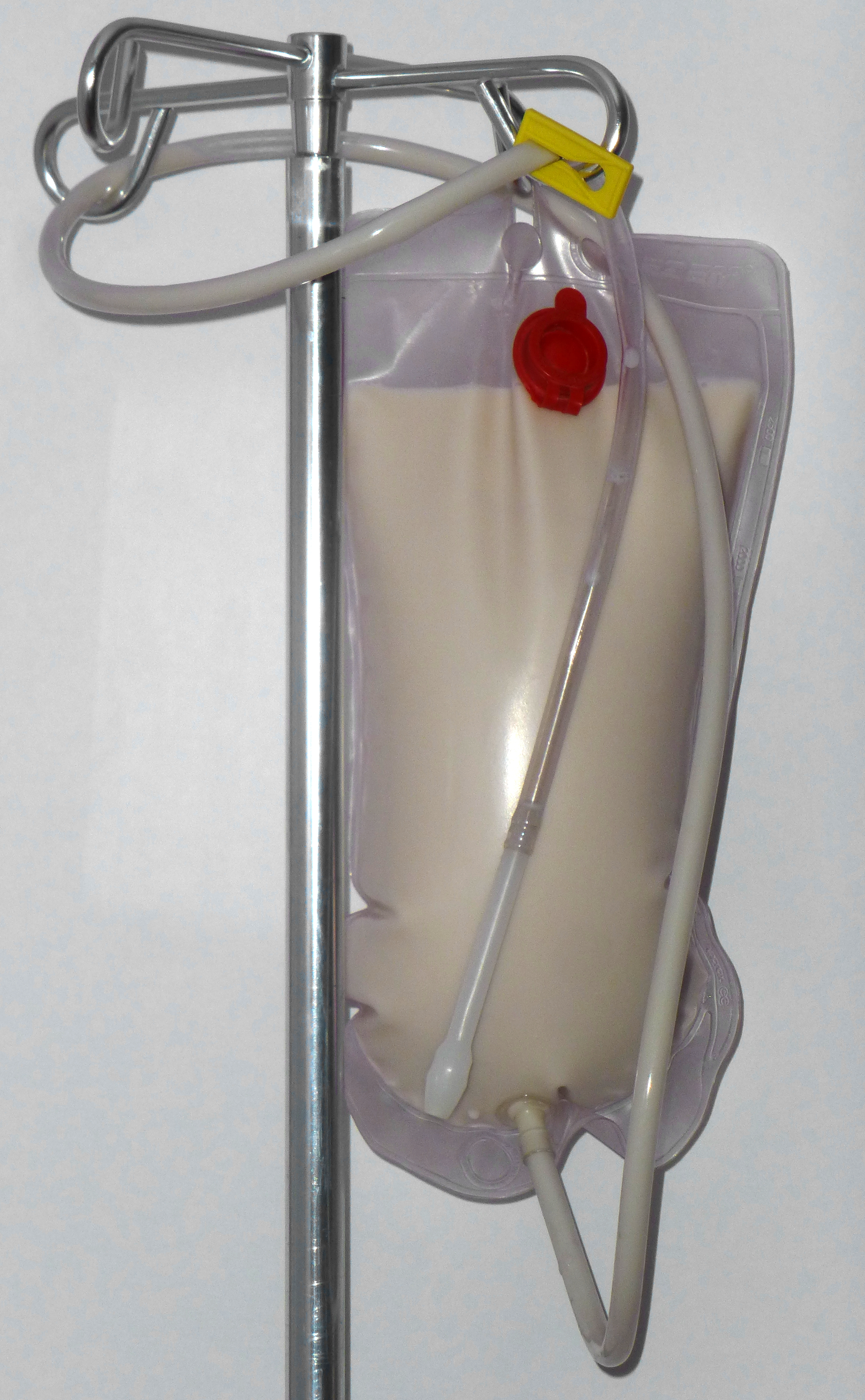
Lavement baryté en sac à usage unique.
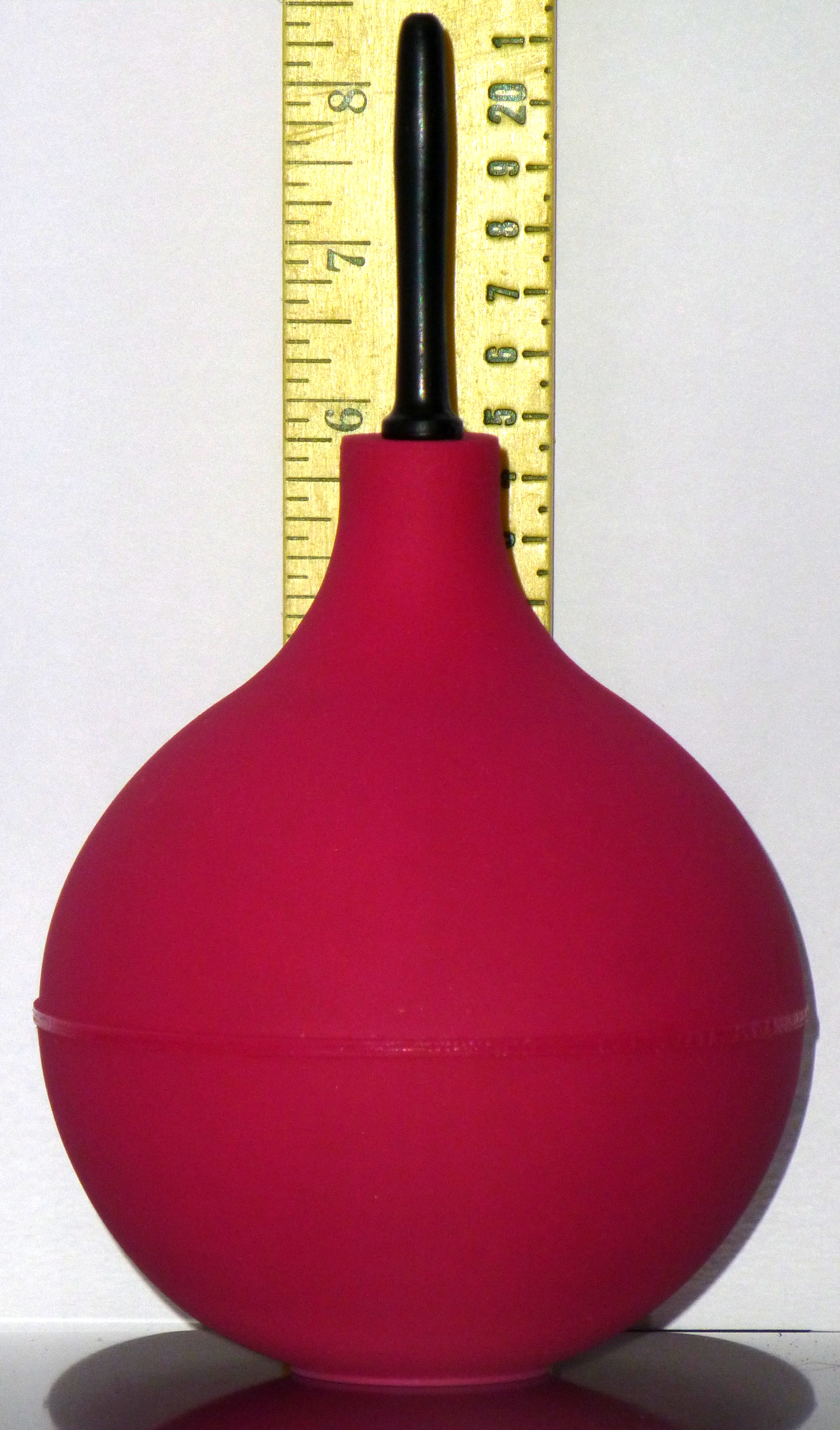
D'une poire munie d'une canule rectale.
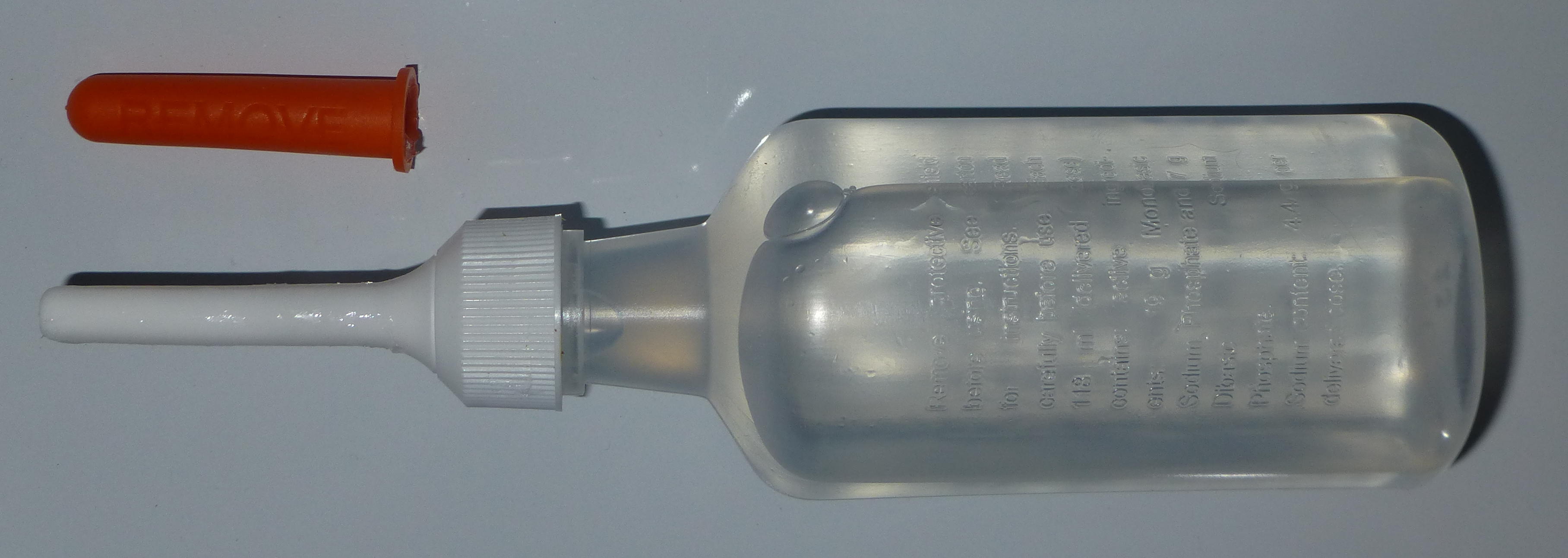
Flacon à usage unique.
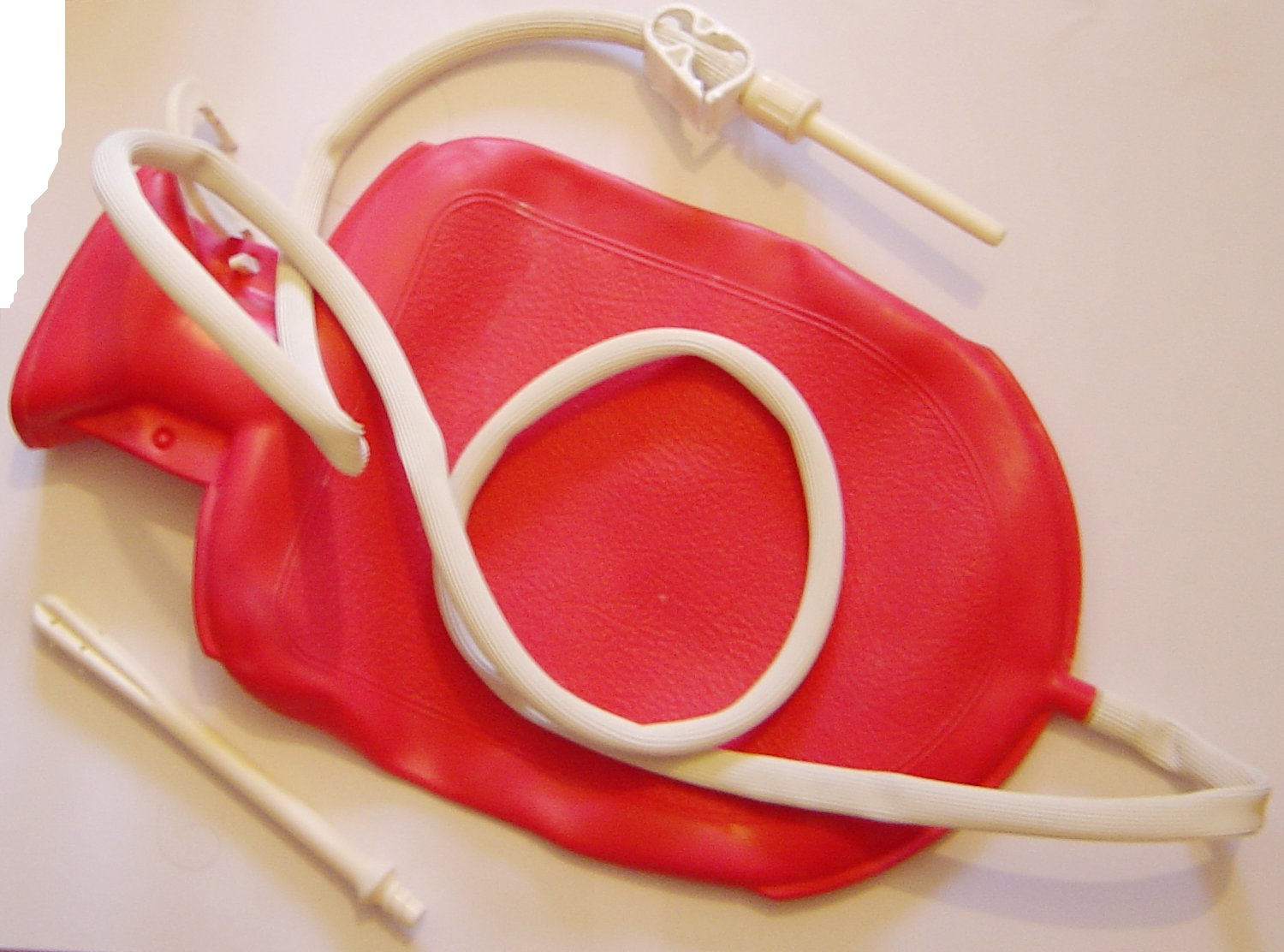
Sac à lavement d'un modèle courant aux États-Unis.
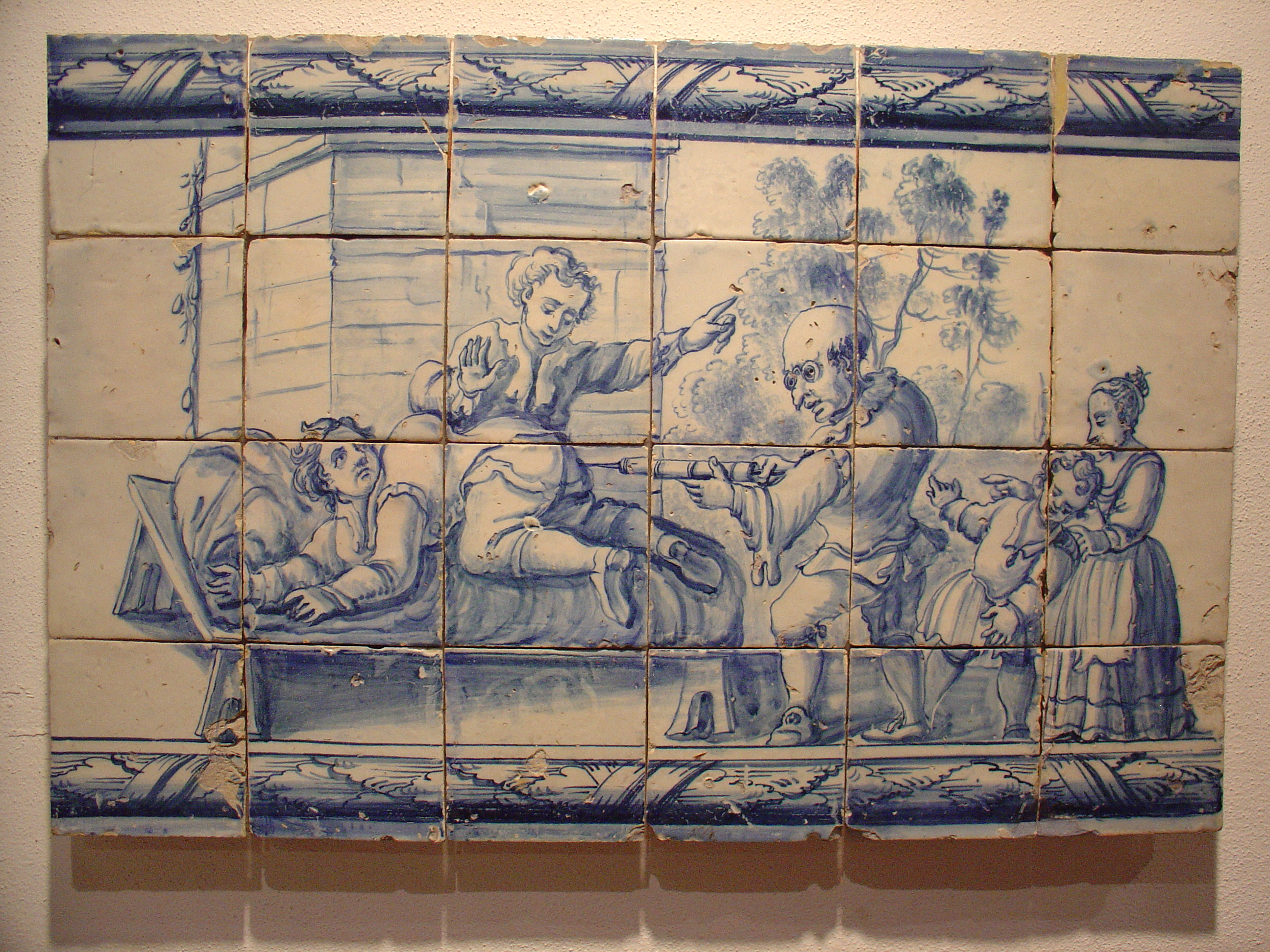
Scène de lavement au XVIIIe siècle Musée national de l'azulejo, Lisbonne.
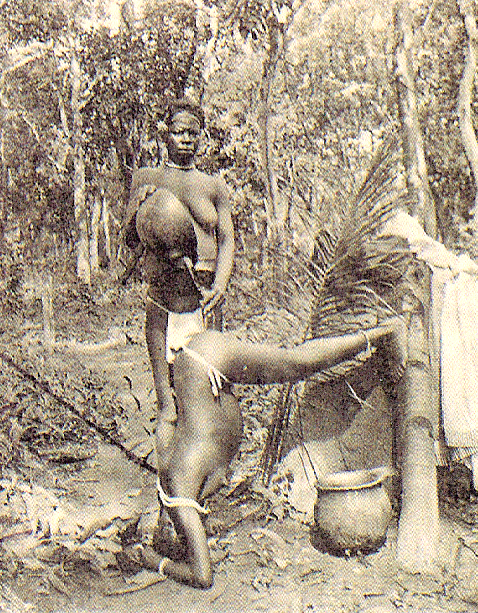
Lavement au Congo au XIXe siècle.